# Huelga bananera del Atlántico
La huelga bananera del Atlántico o Gran Huelga Bananera fue una huelga general realizada en Costa Rica entre los empleados de la poderosa United Fruit Company de Minor Keith en 1934 y fue una de las primeras movilizaciones obreras de importancia del país, aunque no la primera pues ésta fue la huelga de obreros italianos en la construcción del Ferrocarril al Atlántico en 1888.
Inicia el 4 de agosto de 1934 en la localidad de Veintiséis Millas donde el Congreso de Trabajadores del Atlántico liderado por el escritor y trabajador bananero Carlos Luis Fallas presenta un pliego de peticiones a la gerencia de la UFCo, que son rechazadas. El presidente en el poder era el abogado liberal Ricardo Jiménez Oreamuno, de ideas progresistas y que se había enfrentado antes a la UFCo, y la huelga tuvo desde un inicio el decidido apoyo político y organizativo del recién fundado Partido Comunista Costarricense al que pertenecía el mismo Fallas, así como otras figuras como el presidente del mismo Manuel Mora Valverde, el futuro secretario general Arnoldo Ferreto Segura y la escritora Carmen Lyra.
La huelga fue una de las mayores en vastedad pues se extendió desde Turrialba hasta la frontera panameña, con epicentros importante en Siquirres, Guácimo y Parismina.

## Historia
La Gran Depresión y la crisis general de las exportaciones del banano habían empezado a golpear las finanzas de la UFCo que decidió dejar la producción bananera a empresarios y finqueros locales y abocarse sólo a la más lucrativa exportación. Así, los empleados bananeros dependían directamente de patronos locales. Los obreros vivían en condiciones deplorables, en cabañas miserables al lado de la línea férrea, sin servicios médicos ni condiciones higiénicas adecuadas y dormían en hamacas sin protección de los insectos, especialmente los mosquitos por lo que corrían riesgo de enfermar de malaria. Los obreros pidieron entre otras cosas; jornadas de ocho horas, pago de horas extras, pago en efectivo y no con cupones que debían canjear por alimentos en las comisarías y servicios de salud adecuados.
Tras casi un mes de huelga el 31 de agosto el gobierno de Costa Rica y los empresarios locales aceptaron las peticiones y la huelga se depuso temporalmente. No obstante la UFCo rechazó el acuerdo. Sin el respaldo de la corporación los finqueros locales también se retiraron del acuerdo y se inició un proceso de represión violenta incitada por la UFCo que obligó a varios trabajadores, incluyendo a Fallas, a escapar a la selva.
Los trabajadores contraatacaron con sabotajes, quemas y destrucción de los cargamentos y productos de la UFCo. Finalmente los resultados fueron mixtos, los patronos y la UFCo accedieron a un salario mínimo, viviendas adecuadas costeadas por la patronal y botiquines de primeros auxilios en los bananales, pero los obreros debieron ceder algunas de sus peticiones también.

## Repercusiones
La propia huelga fue uno de los múltiples signos sociales que ya mostraban el desgaste del modelo liberal imperante desde tiempos de la Generación del Olimpo y vaticinaba el final del Estado Liberal de Costa Rica. La huelga ayudó a consolidar el movimiento obrero costarricense y muchos de sus participantes luego serían líderes en el proceso de las reformas sociales de los años 40 que desembocarían en las Garantías Sociales y el Estado reformista de Costa Rica.

## En la ficción
La huelga fue consagrada en la ficción de la mano de Carlos Luis Fallas en sus libros Gentes y Gentecillas y Mamita Yunai. Joaquín Gutiérrez aborda la misma temática en su novela de 1950 Puerto Limón.